# Société de gestion de participations aéronautiques
 (février 2025).
Si vous disposez d'ouvrages ou d'articles de référence ou si vous connaissez des sites web de qualité traitant du thème abordé ici, merci de compléter l'article en donnant les références utiles à sa vérifiabilité et en les liant à la section « Notes et références ».
Pour les articles homonymes, voir SOGEPA.
La Société de gestion de participations aéronautiques (SOGEPA SAS) est une société créée en 1978 par l'État français pour soutenir la Société des Avions Marcel Dassault.
Elle est propriétaire de parts du Groupe Airbus, ex-Aérospatiale.